# Saint-Georges-lès-Baillargeaux
Pour les articles homonymes, voir Saint-Georges, Saint Georges (homonymie) et Georges.
Saint-Georges-lès-Baillargeaux est une commune du Centre-Ouest de la France, située dans le département de la Vienne (région Nouvelle-Aquitaine).

## Géographie

### Situation
La commune est située à environ 10 km au nord-est de Poitiers et 20 km au sud-ouest de Châtellerault.

### Communes limitrophes
|                       | Dissay                         |                      |
| Jaunay-Marigny        | Saint-Georges-lès-Baillargeaux | Bonneuil-Matours     |
| Chasseneuil-du-Poitou | Montamisé                      | La Chapelle-Moulière |

### Relief et hydrographie
La commune est arrosée par le Clain, affluent de rive gauche de la Vienne.
Au nord de l'agglomération, les terrasses du Clain sont exploitées en carrières de part et d'autre de la route. Ces carrières présentent un décor étrange, rougeâtre, ocre avec des parois qui changent de couleur en fonction des travaux[pas clair]. On y a trouvé de l'outillage et des ossements d'animaux datant de la préhistoire.

### Climat
Pour des articles plus généraux, voir Climat de la Nouvelle-Aquitaine et Climat de la Vienne.
Historiquement, la commune est exposée à un climat océanique du nord-ouest.  
En 2020, Météo-France publie une typologie des climats de la France métropolitaine dans laquelle la commune est exposée à un climat océanique altéré et est dans la région climatique  Poitou-Charentes, caractérisée par un bon ensoleillement, particulièrement en été et des vents modérés.
Pour la période 1971-2000, la température annuelle moyenne est de 11,5 °C, avec une amplitude thermique annuelle de 14,8 °C. Le cumul annuel moyen de précipitations est de 700 mm, avec 10,6 jours de précipitations en janvier et 6,6 jours en juillet. Pour la période 1991-2020, la température moyenne annuelle observée sur la station météorologique la plus proche, située sur la commune de Neuville-de-Poitou à 11,93 km à vol d'oiseau, est de 12,5 °C et le cumul annuel moyen de précipitations est de 704,6 mm,. Pour l'avenir, les paramètres climatiques de la commune estimés pour 2050 selon différents scénarios d’émission de gaz à effet de serre sont consultables sur un site dédié publié par Météo-France en novembre 2022.

### Voies de communication
La commune est proche de l'autoroute A10 (Paris-Bordeaux) et de la route départementale D910 (ancienne RN10 Paris-Bordeaux) reliant Poitiers à Châtellerault.
Le bourg est traversé par la D4 qui le relie à Poitiers et la D20 qui le relie à Jardres et, par la D951 (Poitiers-Ingrandes-Le Blanc-Châteauroux) à Chauvigny.

## Urbanisme

### Typologie
Au 1er janvier 2024, Saint-Georges-lès-Baillargeaux est catégorisée petite ville, selon la nouvelle grille communale de densité à sept niveaux définie par l'Insee en 2022.
Elle appartient à l'unité urbaine de Saint-Georges-lès-Baillargeaux, une unité urbaine monocommunale constituant une ville isolée,. Par ailleurs la commune fait partie de l'aire d'attraction de Poitiers, dont elle est une commune de la couronne,. Cette aire, qui regroupe 97 communes, est catégorisée dans les aires de 200 000 à moins de 700 000 habitants,.

### Occupation des sols
L'occupation des sols de la commune, telle qu'elle ressort de la base de données européenne d’occupation biophysique des sols Corine Land Cover (CLC), est marquée par l'importance des territoires agricoles (55 % en 2018), en diminution par rapport à 1990 (58,5 %). La répartition détaillée en 2018 est la suivante : 
terres arables (33 %), forêts (32,8 %), zones agricoles hétérogènes (19,2 %), zones urbanisées (8 %), prairies (2,8 %), milieux à végétation arbustive et/ou herbacée (1,6 %), mines, décharges et chantiers (1,5 %), zones industrielles ou commerciales et réseaux de communication (1 %). L'évolution de l’occupation des sols de la commune et de ses infrastructures peut être observée sur les différentes représentations cartographiques du territoire : la carte de Cassini (XVIIIe siècle), la carte d'état-major (1820-1866) et les cartes ou photos aériennes de l'IGN pour la période actuelle (1950 à aujourd'hui).

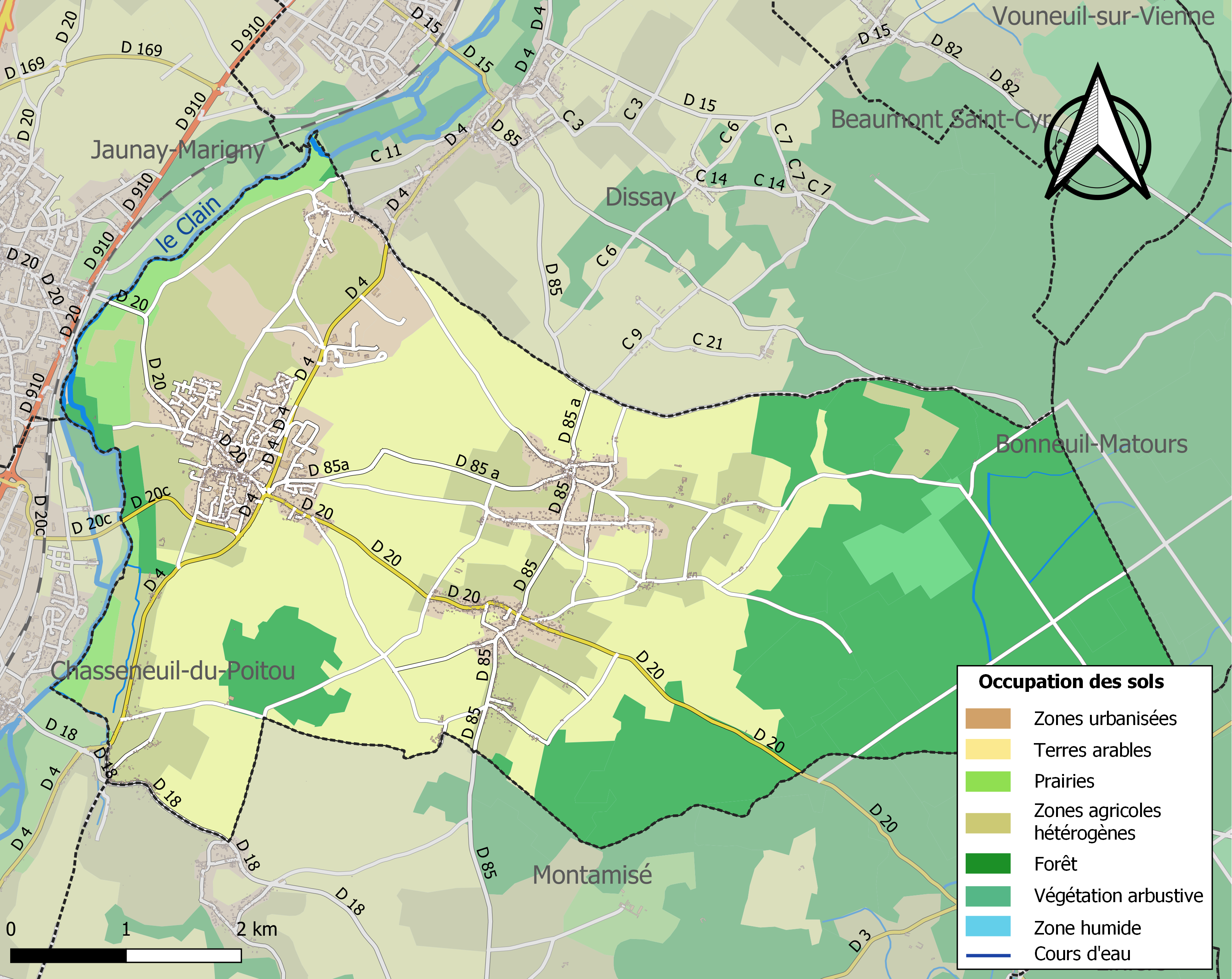
Carte des infrastructures et de l'occupation des sols de la commune en 2018 (CLC).

### Risques majeurs
Le territoire de la commune de Saint-Georges-lès-Baillargeaux est vulnérable à différents aléas naturels : météorologiques (tempête, orage, neige, grand froid, canicule ou sécheresse), inondations, feux de forêts, mouvements de terrains et séisme (sismicité modérée). Il est également exposé à un risque technologique,  le transport de matières dangereuses. Un site publié par le BRGM permet d'évaluer simplement et rapidement les risques d'un bien localisé soit par son adresse soit par le numéro de sa parcelle.

#### Risques naturels
La commune fait partie du territoire à risques importants d'inondation (TRI) de Châtellerault, regroupant 17 communes concernées par un risque de débordement de la Vienne et du Clain. Les événements antérieurs à 2014 les plus significatifs pour la Vienne sont les crues de février 1698 (1 670 m3/s à Châtellerault), de juillet 1792 (1 520 m3/s), de mars 1913 (1 500 m3/s), de décembre 1944 (1 510 m3/s) et de janvier 1962 (1 500 m3/s). Les crues historiques du Clain sont celles de 1873 (330 m3/s à Poitiers) et de décembre 1982 (330 m3/s). Des cartes des surfaces inondables ont été établies pour trois scénarios : fréquent (crue de temps de retour de 10 ans à 30 ans), moyen (temps de retour de 100 ans à 300 ans) et extrême (temps de retour de l'ordre de 1 000 ans, qui met en défaut tout système de protection),. La commune a été reconnue en état de catastrophe naturelle au titre des dommages causés par les inondations et coulées de boue survenues en 1982, 1983, 1993, 1995, 1999, 2001 et 2010,. Le risque inondation est pris en compte dans l'aménagement du territoire de la commune par le biais du plan de prévention des risques (PPR) inondation (PPRI) de la « vallée du Clain », approuvé le 1er septembre 2015, puis par le nouveau PPRI « Vallée du Clain », prescrit le 5 novembre 2021.
Saint-Georges-lès-Baillargeaux est exposée au risque de feu de forêt. En 2014, le deuxième plan départemental de protection des forêts contre les incendies (PDPFCI) a été adopté pour la période 2015-2024. Les obligations légales de débroussaillement dans le département sont définies dans un arrêté préfectoral du 29 mai 2015,, celles relatives à l'emploi du feu et au brûlage des déchets verts le sont dans un arrêté permanent du 24 mai 2015,.

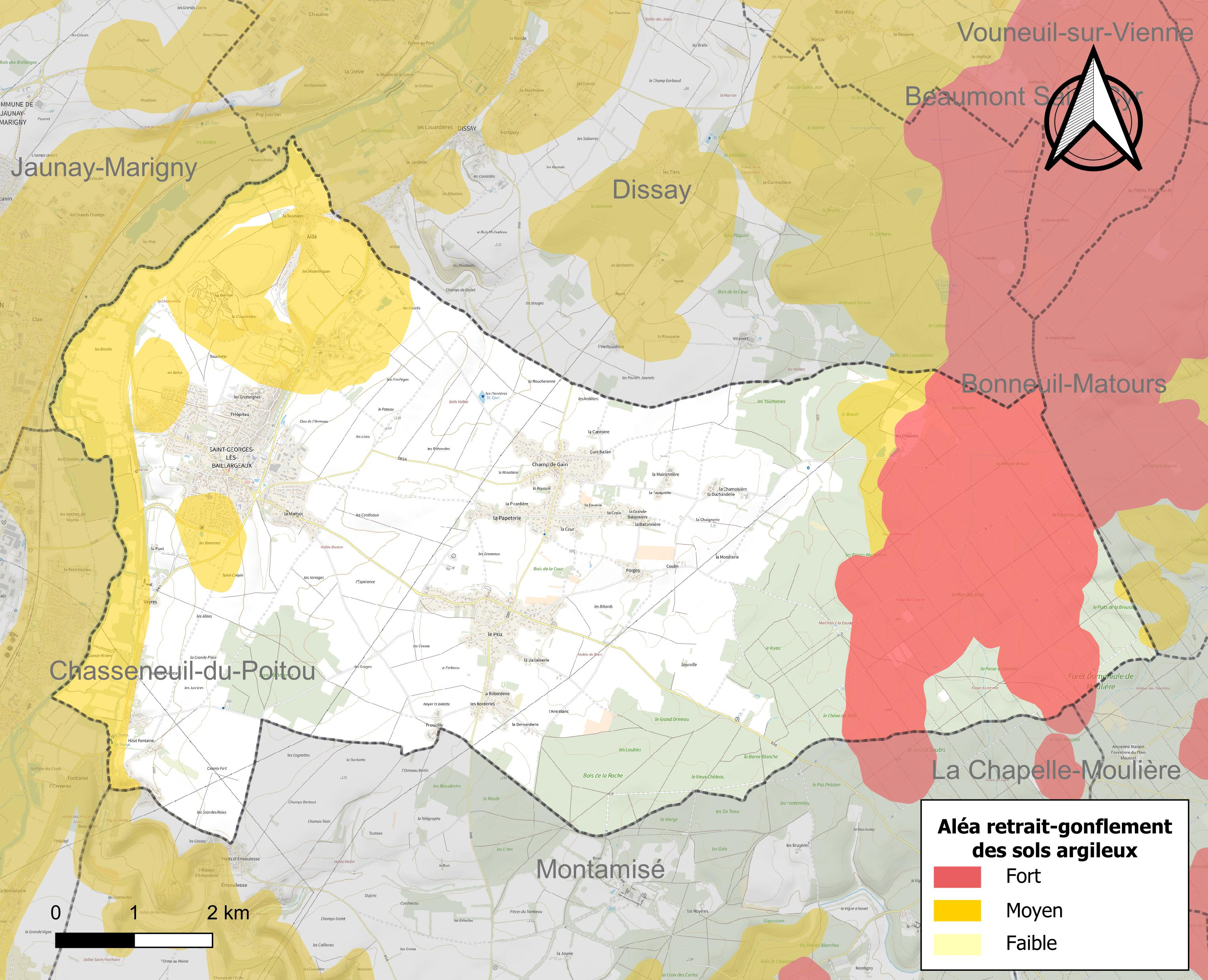
Carte des zones d'aléa retrait-gonflement des sols argileux de Saint-Georges-lès-Baillargeaux.

Les mouvements de terrains susceptibles de se produire sur la commune sont des affaissements et effondrements liés aux cavités souterraines (hors mines) et des tassements différentiels. Afin de mieux appréhender le risque d’affaissement de terrain, un inventaire national permet de localiser les éventuelles cavités souterraines sur la commune. Le retrait-gonflement des sols argileux est susceptible d'engendrer des dommages importants aux bâtiments en cas d’alternance de périodes de sécheresse et de pluie. 32,3 % de la superficie communale est en aléa moyen ou fort (79,5 % au niveau départemental et 48,5 % au niveau national). Depuis le 1er octobre 2020, en application de la loi ÉLAN, différentes contraintes s'imposent aux vendeurs, maîtres d'ouvrages ou constructeurs de biens situés dans une zone classée en aléa moyen ou fort,.
La commune a été reconnue en état de catastrophe naturelle au titre des dommages causés par la sécheresse en 1989, 1991, 2003, 2005, 2011 et 2017 et par des mouvements de terrain en 1999 et 2010.

## Toponymie
Le nom du bourg proviendrait de baillarge qui est le nom d'une orge de printemps ramenée par Charlemagne.

## Histoire

### Préhistoire
La crête au-dessus du Clain, proche de la ville actuelle, est occupée au Néolithique. Une enceinte a en effet été découverte au lieu-dit Varennes, délimitée par un double fossé. De nombreux ossements humains et animaux y ont été retrouvés, ainsi que des outils de pierre.

### Protohistoire celtique
Une importante résidence aristocratique gauloise a été retrouvée au lieudit les Gains. Il s'agit d'un enclos parfaitement carré d'une superficie de 7 200 m2, protégé par un fossé de 4,5 m de largeur et 2,5 m de profondeur. L’entrée était défendue par un porche en bois monumental. Le logis, de 80 m2, était décorée d’enduits peints. Cette résidence a été incendiée à la fin du Ier siècle et le site a é été abandonné une vingtaine d'années après.
D'autres découvertes proches témoignent de la présence d'une riche aristocratie[pas clair] (du peuple des Pictons) à la fin de la période de l'indépendance gauloise, notamment une tombe féminine au lieudit Mia, très proche.

### Antiquité romaine
Après la conquête de la Gaule par Jules César, ce territoire fait partie de la cité des Pictons (chef-lieu : Limonum/Poitiers), placé dans la province d'Aquitaine à partir du règne d'Auguste, d'Aquitaine seconde (chef-lieu : Burdigala/Bordeaux) à partir du règne de Dioclétien.

### Révolution française (1789-1799)
Saint-Georges-lès-Baillargeaux accueille favorablement les avancées de la Révolution française. Elle plante un arbre de la liberté, symbole de la Révolution. Il devient le lieu de ralliement de toutes les fêtes et des principaux événements révolutionnaires. 
En 1790, la paroisse de Saint-Pierre-lès-Baillargeaux devient une commune du département de la Vienne et du district de Poitiers.
En 1793, sous la première République (1792-1799) et au début de la Terreur, conformément au décret de la Convention nationale du 16 octobre 1793 invitant les communes ayant des noms pouvant rappeler les « souvenirs de la royauté, de la féodalité ou des superstitions », à les remplacer par d'autres dénominations, la commune adopte le nom de « La Montagne », hommage à la faction de la Montagne, dirigée par Robespierre et Saint-Just, qui domine alors l'assemblée (jusqu'à la chute de Robespierre le 27 juillet 1794/9 thermidor an II). 
La commune reprend ensuite[Quand ?] son ancien nom.

## Politique et administration

### Liste des maires
| Période                                  | Période        | Identité           | Étiquette | Qualité |
| ---------------------------------------- | -------------- | ------------------ | --------- | --- |
| octobre 1870                             | septembre 1875 | Louis Marsault     |           | Décédé en fonction                                                                                                |
| janvier 1876                             | mai 1884       | Augustin Bergier   |           | Nommé maire par décret présidentiel                                                                               |
| mai 1884                                 | mai 1896       | Auguste Boutin     |           | |
| mai 1896                                 | avril 1905     | Hippolyte Berger   |           | |
| avril 1905                               | mai 1912       | Isidore Bruneau    |           | |
| mai 1912                                 | décembre 1919  | Fernand Berger     |           | |
| décembre 1919                            | mai 1925       | Auguste Barbier    |           | |
| mai 1925                                 | juin 1925      | Roger Delétang     |           | Décédé en fonction                                                                                                |
| juillet 1925                             | mai 1945       | Ernest Amiet       |           | |
| mai 1945                                 | 1952           | Fernand Guérin     |           | Décédé en fonction                                                                                                |
| mars 1952                                | mai 1953       | Georges Demarty    |           | |
| mai 1953                                 | mars 1971      | René Allamachère   | MRP       | Exploitant de carrières, ancien minotier                                                                          |
| mars 1971                                | mars 1977      | Jean Loosfeld      |           | |
| mars 1977                                | mars 1983      | Michel Delayre     |           | |
| mars 1983                                | mars 1989      | André Granger      |           | Ancien adjoint (1977 → 1983)                                                                                      |
| mars 1989                                | juin 2020      | Jean-Claude Boutet | DVD       | Cadre automobile retraité Président d'Eaux de Vienne (SEA Vienne) (2015 → 2020) Réélu en 1995, 2001, 2008 et 2014 |
| juin 2020                                | En cours       | Éric Ghirlanda     | DVD       | Cadre administratif et commercial, ancien adjoint (2001 → 2020) Conseiller municipal (1995 → 2001)                |
| Les données manquantes sont à compléter. |                |                    |           | |

### Instances judiciaires et administratives
La commune relève du tribunal d'instance de Poitiers, du tribunal de grande instance de Poitiers, de la cour d'appel de Poitiers, du tribunal pour enfants de Poitiers, du conseil de prud'hommes de Poitiers, du tribunal de commerce de Poitiers, du tribunal administratif de Poitiers et de la cour administrative d'appel de Bordeaux, du tribunal des pensions de Poitiers, du tribunal des affaires de la Sécurité sociale de la Vienne, de la cour d’assises de la Vienne.

### Politique environnementale
Dans son palmarès 2024, le Conseil national de villes et villages fleuris de France a attribué deux fleurs à la commune.

## Démographie
L'évolution du nombre d'habitants est connue à travers les recensements de la population effectués dans la commune depuis 1793. Pour les communes de moins de 10 000 habitants, une enquête de recensement portant sur toute la population est réalisée tous les cinq ans, les populations de référence des années intermédiaires étant quant à elles estimées par interpolation ou extrapolation. Pour la commune, le premier recensement exhaustif entrant dans le cadre du nouveau dispositif a été réalisé en 2005.

En 2022, la commune comptait 4 345 habitants, en évolution de +5,54 % par rapport à 2016 (Vienne : +0,6 %, France hors Mayotte : +2,11 %).
| 1793 | 1800 | 1806 | 1821 | 1831  | 1836  | 1841  | 1846  | 1851  |
| ---- | ---- | ---- | ---- | ----- | ----- | ----- | ----- | ----- |
| 798  | 947  | 880  | 996  | 1 028 | 1 131 | 1 199 | 1 209 | 1 304 |

| 1856  | 1861  | 1866  | 1872  | 1876  | 1881  | 1886  | 1891  | 1896  |
| ----- | ----- | ----- | ----- | ----- | ----- | ----- | ----- | ----- |
| 1 297 | 1 318 | 1 340 | 1 370 | 1 414 | 1 475 | 1 507 | 1 406 | 1 381 |

| 1901  | 1906  | 1911  | 1921  | 1926  | 1931  | 1936  | 1946  | 1954  |
| ----- | ----- | ----- | ----- | ----- | ----- | ----- | ----- | ----- |
| 1 414 | 1 433 | 1 383 | 1 316 | 1 237 | 1 220 | 1 213 | 1 295 | 1 333 |

| 1962  | 1968  | 1975  | 1982  | 1990  | 1999  | 2005  | 2006  | 2010  |
| ----- | ----- | ----- | ----- | ----- | ----- | ----- | ----- | ----- |
| 1 506 | 1 542 | 2 050 | 2 447 | 2 858 | 3 176 | 3 574 | 3 626 | 3 993 |

| 2015  | 2020  | 2022  | - | - | - | - | - | - |
| ----- | ----- | ----- | - | - | - | - | - | - |
| 4 049 | 4 265 | 4 345 | - | - | - | - | - | - |

En 2008, selon l’Insee, la densité de population de la commune était de 49 hab./km2 contre 61 hab./km2 pour le département, 68 hab./km2 pour la région Poitou-Charentes et 115 hab./km2 pour la France.

## Économie

### Agriculture
Selon la direction régionale de l'Alimentation, de l'Agriculture et de la Forêt de Poitou-Charentes, il n'y a plus que 18 exploitations agricoles en 2010 contre 39 en 2000.

### Développement durable
La commune abrite l'un des trois centres de tri des déchets ménagers du département de la Vienne. Sa capacité est de 12 000 tonnes par an alors que pour l'ensemble du département, elle est de 30 000 tonnes par an en 2011.
La commune accueille aussi l'une des cinq installations de stockage de déchets non dangereux d'une capacité de 150 000 tonnes. La capacité des cinq sites est de 474 000 tonnes en 2011.

## Culture locale et patrimoine

### Lieux et monuments
- Église Saint-Georges de Saint-Georges-lès-Baillargeaux.

#### Patrimoine civil
- Le château de Vayres date des XVe et XVIIe siècles. La façade et la toiture sont inscrites comme monument historique depuis 1959. Le classement du jardin date de 1966 et la fuie du château de 1994. Le château occupe, à l'ouest de la route D 4, les pentes qui conduisent au Clain. Le domaine occuperait le site d'une ancienne villa gallo-romaine et un certain Varius lui aurait donné son nom. Le manoir actuel se dresse à l'emplacement d'un château fort roman. Au bout d'une allée, le châtelet avec ses deux tours rondes, reconstruites par les seigneurs de Gennes au XVIIe siècle, conserve l'appareillage de l'ancienne forteresse. En contrebas, dans les jardins à la française, le pigeonnier (ou fuie) a des dimensions imposantes. Il accueille 2 620 boulins. Il aurait été offert par la reine Anne d'Autriche (1601-1666) en remerciement de l'accueil qu'elle reçut au château en compagnie du cardinal Mazarin (1602-1661) et de son fils Louis XIV (1638-1715), en 1656.
- La Pierre levée d'Aillé : dolmen classé comme monument historique en 1932  Classé MH (1932)[47].
- La Roche aux Oies : dolmen totalement ruiné, dont il ne reste qu'une dalle.

#### Patrimoine naturel

##### La forêt de Moulière
Forêt de Moulière : d'une superficie de 5 000 ha, elle est située au nord-est de Poitiers et couvre neuf communes : Bignoux, Bonneuil-Matours, La Chapelle-Moulière, Dissay, Liniers, Montamisé, Saint-Cyr et Vouneuil-sur-Vienne.

##### Le bois de Vayres
Le bois de Vayres est situé sur la rive droite du Clain. C’est un bois d’une centaine d’hectares, dont la topographie est très plane. Il occupe des terres de "groies".
Le bois de Vayres est largement exploité, de nos jours, par l’homme, notamment par la sylviculture du pin sylvestre. Toutefois, le bois a pu conserver, surtout sur ses lisières, quelques traces du peuplement forestier d’origine. Le chêne pubescent en est l’essence caractéristique. Toutefois, on trouve, aussi, quelques alisiers et sorbiers. De petites clairières résiduelles abritent les plantes typiques des pelouses calcicoles sèches de la région poitevine.
Le bois de Vayres doit essentiellement son classement pour sa flore qui comprend quatre espèces de plantes rares.
La plante la plus rare recensée dans le bois de Vayres est la goodyère rampante. C’est une orchidée montagnarde qui n’a été observée que dans trois sites dans le département de la Vienne. Il s’agit d’une plante vivace qui prospère sur la litière épaisse et acide accumulée sous les résineux. C’est une plante nord-continentale, assez répandue dans les Alpes, les Pyrénées et le Massif central, mais très rare dans les plaines atlantiques de l’Ouest de la France. Son extension récente est peut-être due à la multiplication des plantations de résineux. Le bois de Vayres abrite plusieurs autres orchidées sauvages, moins rares mais également intéressantes, comme la limodore presque dépourvue de chlorophylle, ou la Platanthère dont la pollinisation ne peut être assurée que par des papillons dont seule la longue trompe est apte à extraire le nectar situé au fond de l’éperon.
À la limite du bois, à la marge de certaines cultures céréalières l’entourant, existe une zone tampon qui présente un grand intérêt pour la flore. En effet, c’est là que se cantonnent plusieurs messicoles (c’est-à-dire des plantes liées plus ou moins strictement aux moissons de céréales) en voie de forte raréfaction dans toute la France. Y ont, ainsi, été recensés le bleuet, le bugle Petit Pin, l’euphorbe en faux et le caucalis fausse-carotte.
Le bois de Vayres abrite non seulement une avifaune commune aux sites forestiers poitevins (fauvettes, pouillots et grives) mais aussi quelques espèces plus rares et plus localisées comme le pouillot siffleur qui est un passereau insectivore inféodé aux forêts âgées à canopée élevée et la Mésange huppée, cette dernière étant liée généralement à la présence des pins.

### Personnalités liées à la commune
- Ernest Albert-Favre, ministre sous la Troisième République, né à Saint-Georges en 1868.
- Michel Grain, né le 6 octobre 1942 à Saint-Georges-lès-Baillargeaux, coureur cycliste français.

### Héraldique
| Blason | Blasonnement : D'argent à l'aigle bicéphale au vol abaissé de sable, becquée et membrée d'or, chargée sur l'estomac d'une fleur de lys du même. |

## Sources